# الحزب القومي الاجتماعي
الحزب القومي الاجتماعي حزب سياسي يمني ، تقدم للتسجيل في لجنة شئون الأحزاب 3 فبراير 1997 وحصل على قرار التسجيل من لجنة شئون الأحزاب في 27 فبراير 1997 .الأمين العام للحزب عبد العزيز احمد البكير .

## العملية السياسية
- شارك في الانتخابات النيابية الأولى 27 ابريل 1993 وكذلك في الانتخابات النيابية الثانية 1997 ، ولم يحصل على أي مقعد في البرلمان .
- شارك في الانتخابات النيابية الثالثة 2003 ولم يحصل على أي مقعد وحصل على 5349 صوت من إجمالي الأصوات الصحيحة البالغ عددها 5996049 وبنسبة 0.09%.